# ویلهلم کیلینگ
ویلهلم کیلینگ (آلمانی: Wilhelm Killing؛ ۱۰ مه ۱۸۴۷ – ۱۱ فوریه ۱۹۲۳) یک ریاضیدان اهل پروس بود.